# Fontaine du square Lamartine
Fontaine du square Lamartine je fontána v Paříži, jedna ze čtyř, které jsou napájeny vodou z artéských studní.

## Umístění
Nachází se v 16. obvodu na Square Lamartine, po němž nese své jméno.

## Historie
Square Lamartine ve své dnešní podobě vzniklo za Druhého císařství. V té době inženýr Eugène Belgrand pracoval na rozšíření zásobování pařížské populace zdroji pitné vody. Belgrand mj. nařídil výstavbu artéské studny v Passy. Vrty začaly 15. září 1855 v rámci přestavby Paříže vedené baronem Hausmannem. Vrtací práce probíhaly pod vedením saského inženýra Charlese Gosshelfa Kinda. Zvodně bylo dosaženo v roce 1861 v hloubce 587 m a stavba studny skončila 24. září 1861 v hloubce 647 m. Voda se používala hlavně k zásobování řek a jezer nově založeného Bois de Boulogne. Dnes zásobuje kašnu na Square Lamartine.
Když byla uvedena do provozu, průtok fontány Grenelle se snížil. Bylo zjištěno, že podzemní zvodně Passy a Grenelle ve skutečnosti tvořily pouze jednu.
Současná stavba pochází z konce 50. let podle plánů architekta Dupuise. Studna byla renovována v roce 1994.

## Popis
Fontánu tvoří dvě na sebe kolmé kamenné zdi, na kterých jsou umístěna tři mohutná měděná tlačítka pro spuštění vody. Pod nimi jsou obdélníkové nádrže, každá zdobená třemi hvězdami.